# Doug Morgan
Pour les articles homonymes, voir Morgan.
Pas d'image ? Cliquez ici

a Compétitions nationales et continentales officielles uniquement.

b Matchs officiels uniquement.
Dernière mise à jour le 29 octobre 2013.
Douglas Waugh Morgan, né le 9 mars 1947 à Édimbourg et mort dans la même ville le 4 avril 2020, est un joueur de rugby à XV sélectionné en équipe d'Écosse au poste de demi de mêlée. 

## Biographie
Doug Morgan dispute son premier test match le 3 février 1973 contre le pays de Galles et son dernier le 4 mars 1978 contre l'Angleterre. Il dispute également deux test matches avec les Lions britanniques en 1977.

## Palmarès
- Vainqueur du Tournoi des Cinq Nations en 1973 (victoire partagée).

## Statistiques

### En équipe d'Écosse
- 21 sélections (+ 2 avec le XV d'Écosse)
- 71 points (4 transformations, 15 pénalités, 6 drops)
- Par années : 4 en 1973, 2 en 1974, 6 en 1975, 2 en 1976, 3 en 1977, 4 en 1978.
- Six Tournois des Cinq Nations disputés : 1973, 1974, 1975, 1976, 1977, 1978.

### Avec les Lions britanniques
- 2 sélections
- 9 points (1 essai, 1 transformation, 1 pénalité).